# 원심창
원심창(元心昌, 1906년 12월 1일 ~ 1971년 7월 4일)은 일제 시대 아나키스트 계열의 항일 운동가이다.

## 생애
경기도 평택군 출신이다. 1919년에 어린 나이로 3·1 운동에 참여한 뒤, 항일 운동을 전개하였다. 1920년에는 무정부주의 단체인 흑우회에 가입하여 박열과 함께 활동하였다.
이후 베이징, 상하이, 도쿄 등을 오가면서 무정부주의 운동에 진력하였다. 1931년에 흑색공포단에 가입하였으며, 1933년에 화암 정현섭, 구파 백정기 등의 아나키스트 동지들과 함께 중국 주재 일본공사 아리요시 아키라(有吉明)를 살해할 계획을 세우고 현장에서 대기하던 중 체포되었다. 나가사키시로 압송되어 무기징역형을 선고받고 복역했다. 해방 후 1951~1952년 재일본대한민국민단의 11, 12대 단장을 지냈다.

## 사후
1977년에 건국훈장 독립장이 추서되었다.

## 같이 보기
- 백정기

## 참고자료
- 원심창 : 독립유공자 공훈록 - 국가보훈처